# Xã Callao, Quận Macon, Missouri
Xã Callao (tiếng Anh: Callao Township) là một xã thuộc quận Macon, tiểu bang Missouri, Hoa Kỳ. Năm 2010, dân số của xã này là 493 người.